# گرووتون (شهرستان پرنس ویلیام، ویرجینیا)
گرووتون (به انگلیسی: Groveton) یک منطقهٔ مسکونی در ایالات متحده آمریکا است که در شهرستان پرنس ویلیام، ویرجینیا واقع شده‌است.